# Kuramae (metropolitana di Tokyo)
La Stazione di Kuramae (蔵前駅?, Kuramae-eki) è una stazione della metropolitana di Tokyo, si trova nel quartiere di Taitō. La stazione è servita da due linee della Toei metro, la Asakusa e la Oedo.

## Stazioni adiacenti
| «                                       | Servizio                                                                         | »             |
| Linea Asakusa                           | Linea Asakusa                                                                    | Linea Asakusa |
| --------------------------------------- | -------------------------------------------------------------------------------- | ------------- |
| Asakusabashi                            | Locale Espresso Rapido Espresso pendolari Espresso Limitato Exp. Limitato Rapido | Asakusa       |
| L'Espresso Limitato Aeroporto non ferma |                                                                                  |               |
| Linea Ōedo                              |                                                                                  |               |
| Shin-Okachimachi                        | -                                                                                | Ryōgoku       |